# Argus Motoren
Argus Motoren là tên một hãng sản xuất động cơ máy bay của Đức.Trụ sợ chính của nó được đặt ở Berlin, một trong những sản phẩm nổi tiếng nhất của tập đoàn này là động cơ dòng V và V-1 (chuyên dùng cho máy bay ném bom).

## Sự ra đời
Khởi đầu vào năm 1906 tại Berlin, tập đoàn Argus gắn liền với tên tuổi của hiệu xe ô-tô Henri Jeannin.Ban đầu, Argus chỉ sản xuất động cơ ô-tô và tàu thủy, nhưng vào năm 1907, họ nhận được hợp đồng để sản xuất động cơ cho khinh khí cầu Pháp-Ville de Paris.Sau khi thành công với hợp đồng này, Argus đã có thể phát triển động cơ tàu thủy đầu tiên. Argus bắt đầu tham gia sản xuất động cơ máy bay và được Sikorsky-người đang dự định chế tạo loại máy bay lớn nhất nước Nga thuê sản xuất động cơ suốt hơn 1 năm.Trong suốt thời gian thế chiến I, Argus sản xuất động cơ cho máy bay chiến đấu và trực thăng Đức.
Sau thế chiến I, Argus sản xuất động cơ cho ô-tô và giành được sự tin cậy từ tập đoàn Horch Automobile trong suốt năm 1919.Vào năm 1926, Argus lại tiếp tục bắt tay vào chế tạo động cơ máy bay lần nữa và lần này họ đã phát triển được một mẫu động cơ máy bay có tên viết tắt là V.Động cơ dòng V thường chỉ dùng cho những loại máy bay hạng nhẹ và vừa, tuy nhiên chúng được sử dụng trên diện rộng ở máy bay do thám và một số vật dụng khác.Một số dòng máy bay nổi tiếng sử dụng động cơ dòng V là Arado Ar 66, Focke-Wulf Fw 56 và Arado Ar 96.

## Danh sách động cơ Argus sản xuất

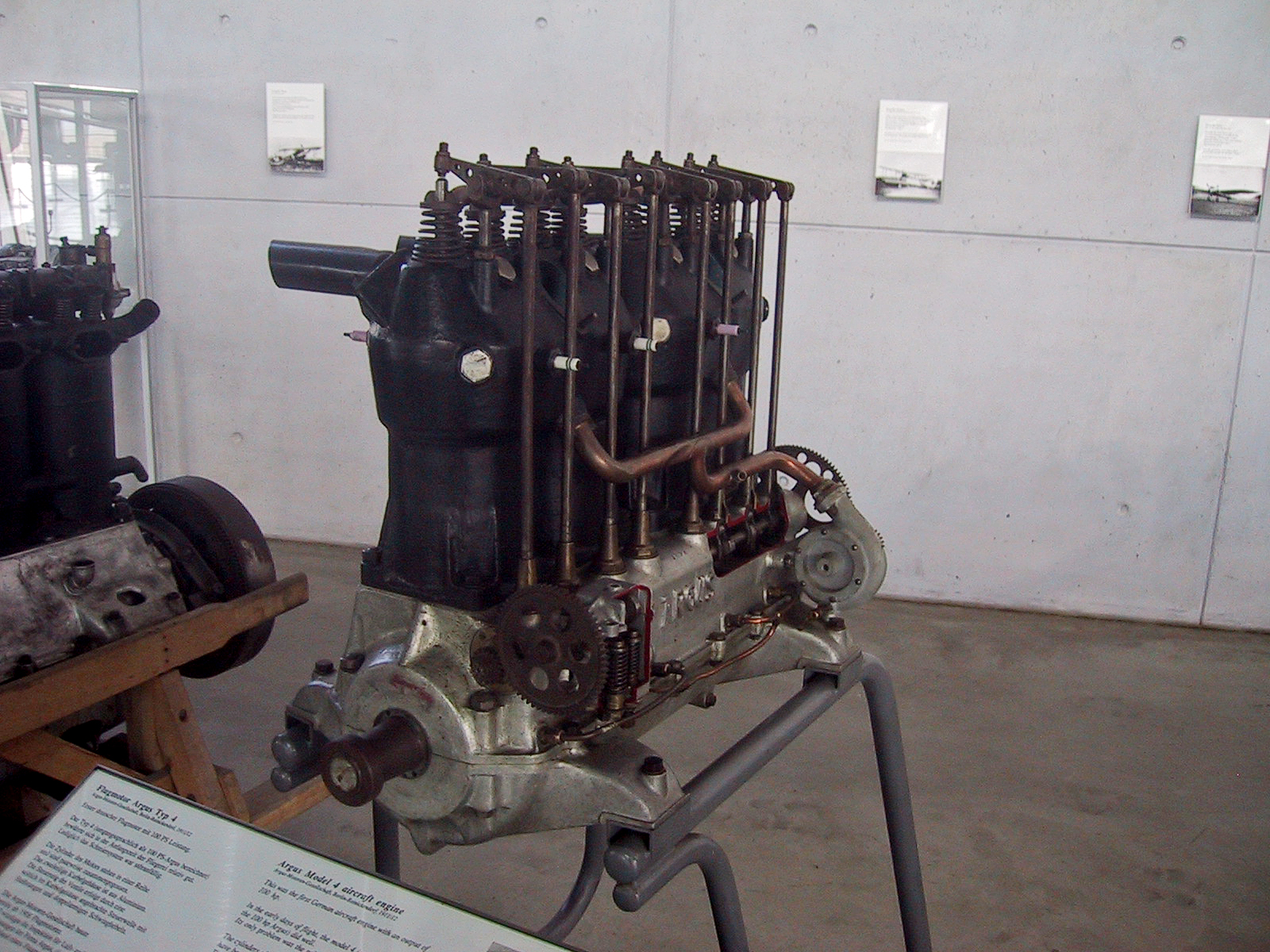
Argus As.IV

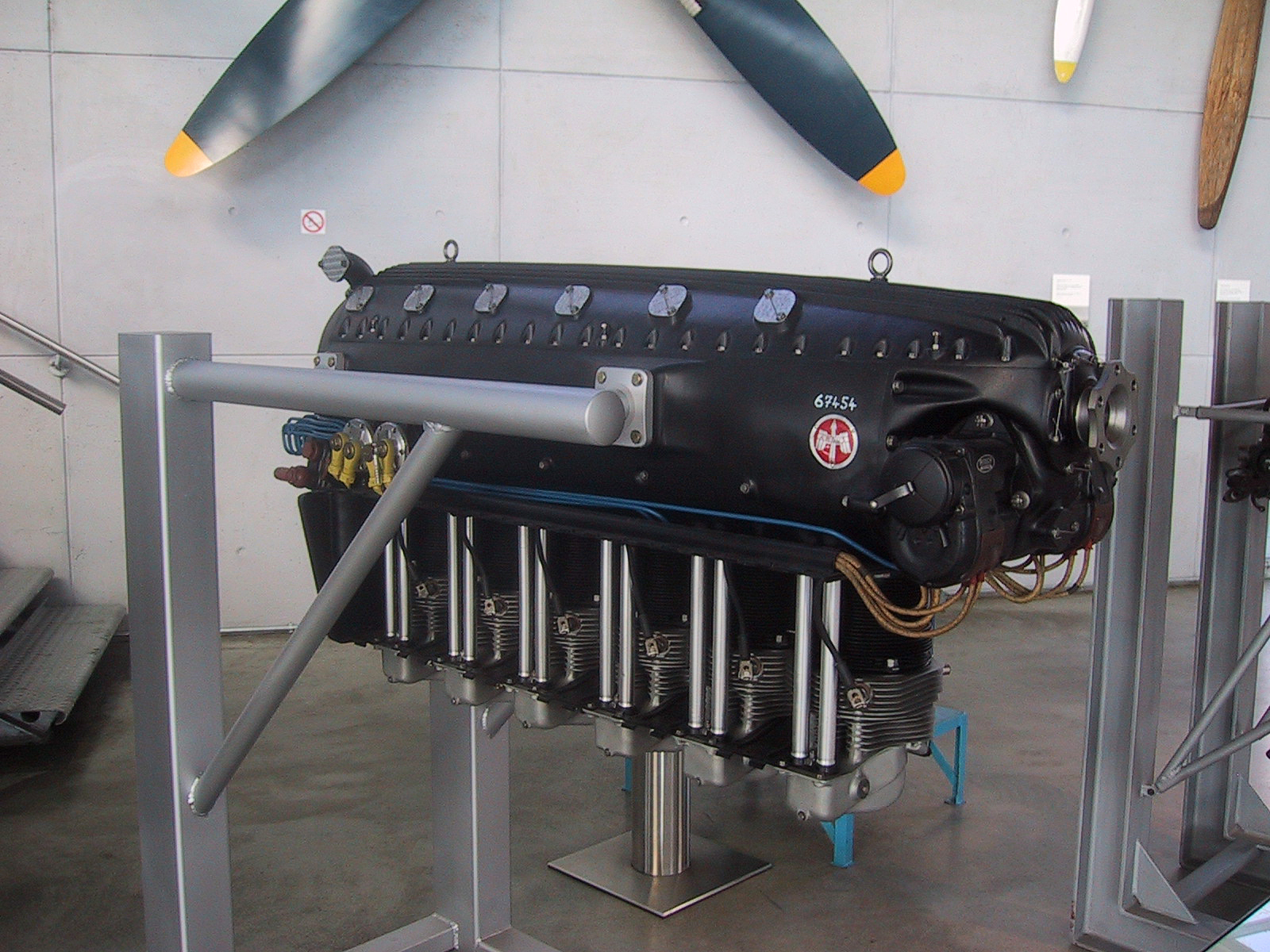
Argus As 17a

Argus As I:động cơ 4 xi-lanh, 100 hp-sản xuất năm 1913.
Argus As II:động cơ 6 xi-lanh, 120 hp-sản xuất năm 1914.
Argus As III:động cơ 6 xi-lanh-sử dụng cho các máy bay trong thế chiến II.
Argus As 5:động cơ 24 xi-lanh.
Argus As 8:động cơ 4 xi-lanh.
Argus As 10:động cơ 8 xi-lanh.
Argus As 14:động cơ dùng cho máy bay ném bom và tàu Tornado.
Argus As 16:động cơ 4 xi-lanh.
Argus As 17:động cơ 6 xi-lanh.
Argus As 401:được phát triển và được đánh số lại là As 10.
Argus As 403:dự án động cơ tỏa tròn-chưa bao giờ sản xuất.
Argus As 410:động cơ 12 xi-lanh.
Argus As 411:động cơ 12 xi-lanh.
Argus As 412:động cơ 24 xi-lanh.
Argus As 413:giống As 412-chưa bao giờ sản xuất.